# Législation alimentaire
Pour les articles homonymes, voir Loi alimentation.
De manière générale, la notion de «législation alimentaire» désigne l'ensemble des lois et règlements régissant la production, la vente, le transport, la transformation et l'élimination des denrées alimentaires ;

## Histoire
On en trouve des traces de législation alimentaire depuis l'antiquité. Elle a beaucoup varié selon les époques, les civilisations et les États. Depuis la dernière Seconde Guerre mondiale et le développement des échanges commerciaux dans le monde (mondialisation), elle fait l'objet d'efforts d'harmonisation par plusieurs grandes régions du monde (Union européenne notamment), sous l'égide de l'ONU (FAO, OIE), de l'OCDE et d'un document de référence dit du « Codex alimentarius », sous la pression des entreprises et du marché notamment.

## Éléments de définition juridique
Dans l'Union européenne, depuis 2002, il s'agit plus précisément de l'ensemble des « dispositions législatives, réglementaires et administratives régissant les denrées alimentaires en général et leur sécurité en particulier, au niveau communautaire ou national ». 

La législation alimentaire européenne veut couvrir toutes les étapes de la production, de la transformation et de la distribution des denrées alimentaires et également des aliments destinés ou donnés à des animaux producteurs de denrées alimentaires .
Pour « atteindre l'objectif général d'un niveau élevé de protection de la santé et de la vie des personnes, la législation alimentaire se fonde sur l'analyse des risques, sauf dans les cas où cette approche n'est pas adaptée aux circonstances ou à la nature de la mesure », le principe de précaution pouvant alors être mobilisé. Cette analyse est « fondée sur les preuves scientifiques disponibles et elle est menée de manière indépendante, objective et transparente ».

## Anticipation et gestion des crises
Face au risque de crise sanitaire et de crise alimentaire et sur la base des retours d'expérience de gestion de problèmes de sécurité alimentaire plus ou moins liés à des crises alimentaires du XXe siècle, la législation inclut généralement une dimension de précaution, de gestion de crise et prévoit parfois (comme en Europe une définition de la cellule de crise)  ;

## Agences, autorités
Dans le monde plusieurs grandes agences ou autorités jouent un rôle important en matière d'élaboration, évaluation et contrôle de la mise en œuvre des législations alimentaires, dont notamment :
- AFSCA (Belgique)
- Afssa, devenue l'Anses au 1er juillet 2010 (France)
- ACIA (Canada)
- AgMES
- BVL (Allemagne)
- Global Crop Diversity Trust